# Christoph Pincker

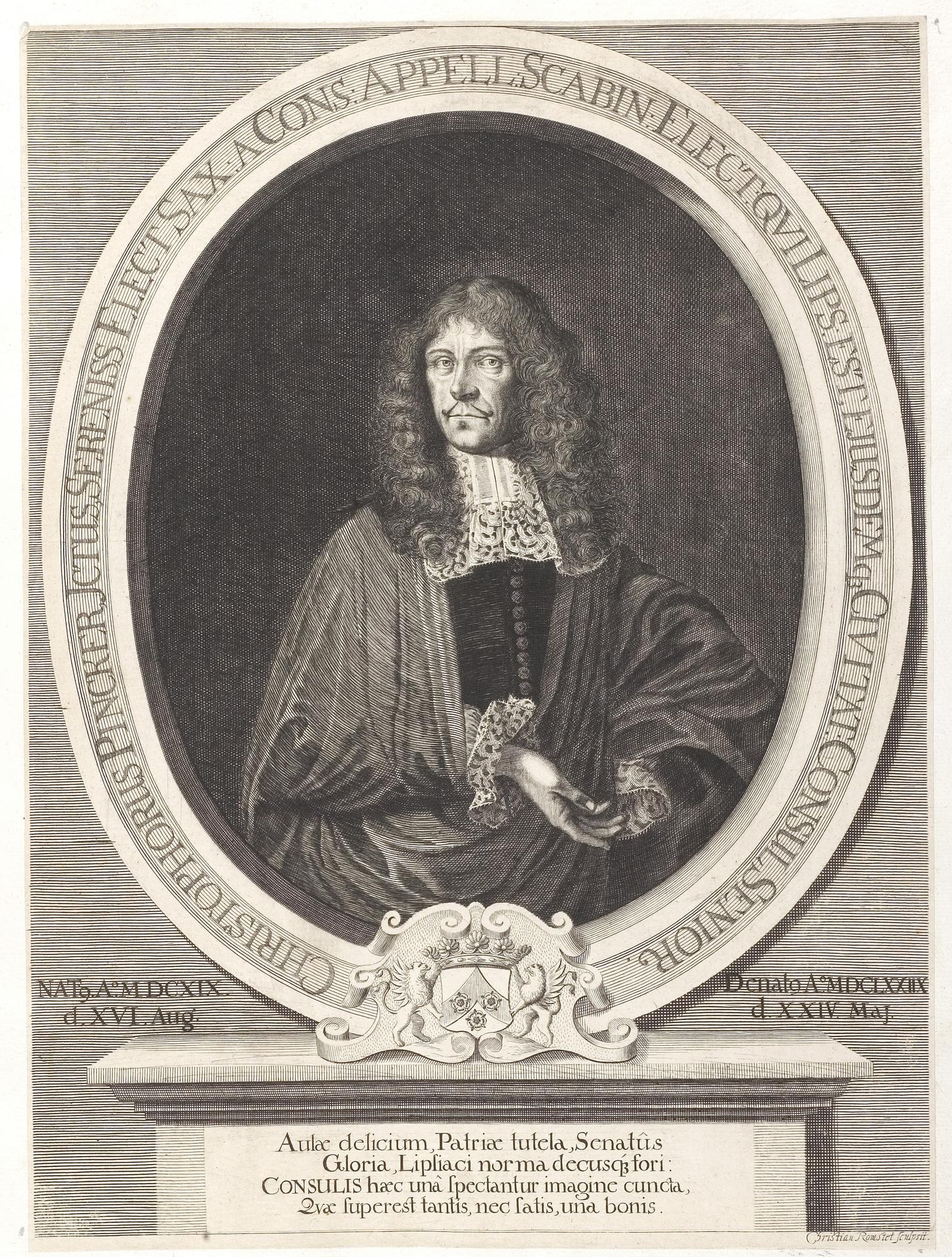
Christoph Pincker, Kupferstich von Christian Romstet

Christoph Pincker jun. (* 16. August 1619 in Leipzig; † 24. Mai 1678 ebenda) war ein sächsischer Jurist und zwischen 1655 und 1676 insgesamt achtmal Bürgermeister der Stadt Leipzig.

## Werdegang
Pincker war der Sohn des kursächsischen Kammer- und Bergrats und Ober-Accis-Inspektors Christoph Pincker sen., der als Syndikus in Leipzig tätig war. Pincker studierte Rechtswissenschaften an den Universitäten Leipzig und Basel. In Basel wurde er zum Dr. iur. promoviert. Anschließend ließ er sich in Dresden nieder. 
Nach der Berufung als Assessor des Kurfürstlichen Sächsischen Schöffenstuhls ging Pincker zurück nach Leipzig. Hier wurde er 1655 in den Rat gewählt. In den Jahren 1655, 1658, 1661, 1664, 1667, 1670, 1673 und 1676 war Pincker Bürgermeister von Leipzig. 
Pincker war zuletzt Kurfürstlich Sächsischer Appellationsrat.
Er heiratete Euphrosine Schütz,  die zweite Tochter des Dresdner Kapellmeisters Heinrich Schütz. Sie hatten gemeinsam eine Tochter, Gertraud Euphrosine, welche Johann Seydel heiratete.